# Candidatura de Unidad Popular
La Candidatura de Unidad Popular (CUP; en catalán: Candidatura d'Unitat Popular) es un partido político español defensor de la independencia de Cataluña y de los territorios denominados «Países Catalanes» y adscrita ideológicamente a la Esquerra Independentista. También defiende la salida de Unión Europea. La CUP ha sido definida como «un partido movimiento: un híbrido entre un clásico partido de masas y una compleja alianza entre partidos y movimientos sociales». Su ámbito de actuación no se circunscribe a Cataluña sino que se extiende al conjunto de los llamados Països Catalans y tiene su sede en Barcelona (antes estuvo en Manresa). No reconoce al Estado español ni a la Monarquía Española y «su programa combate activamente el patriarcalismo y el envenenamiento del territorio», comenta el historiador Enric Ucelay-Da Cal. Por otro lado, como ha señalado este mismo historiador, «toda la variedad de grupúsculos que salieron del PSAN y del nacimiento del independentismo han encontrado su espacio efectivo y operativo en la CUP».

## Rasgos ideológicos
Con un carácter asambleario y defensora de posturas independentistas y ecologistas, su programa ha sido encuadrado dentro de un «republicanismo anticapitalista». Defiende la salida de una hipotética Cataluña independiente tanto de la Unión Europea como de la OTAN. Aboga por la nacionalización de entidades financieras. Ha sido considerada tanto una organización de «extrema izquierda» como de «izquierda radical».
La CUP, cuya defensa de la construcción política de los llamados «Países Catalanes» es uno de sus ejes ideológicos fundamentales, comparte las tesis pannacionalistas del nacionalismo romántico.

## Historia
La CUP tiene como precedente en las elecciones municipales españolas de 1979, las primeras después de la muerte del dictador Francisco Franco, a diferentes candidaturas críticas con el rumbo que iban tomando los acontecimientos y adoptaron ese nombre. En la década de 1980 se coordinarían entre sí y se acercarían hacia posturas independentistas. En 1987 se inscribe la CUP como agrupación de electores en tres municipios, siendo la marca de gentes del Moviment d'Esquerra Nacionalista (MEN) y del Moviment de Defensa de la Terra (MDT) para presentarse en las elecciones municipales. El término «unitat popular» hace referencia a la alianza de izquierdas chilena encabezada por Salvador Allende, que impulsó un movimiento de transformación socialista y gobernó hasta el golpe de Estado de Augusto Pinochet.
La CUP en sus inicios fue una plataforma de coordinación de las candidaturas del independentismo de izquierda radical que se presentaron en diferentes localidades en las elecciones municipales. Aunque ya había habido candidaturas con las siglas CUP desde las primeras elecciones municipales de 1979, su precedente inmediato fue la Assemblea Municipal de la Esquerra Independentista (AMEI) fundada en diciembre de 1986 como parte del fallido proceso de confluencia entre el PSAN y su antigua escisión Independentistes dels Països Catalans (IPC) que daría lugar al Moviment de Defensa de la Terra (MDT). En las elecciones de 1987, las candidaturas impulsadas por la AMEI con o sin las siglas CUP, consiguieron unos cincuenta concejales y alrededor de once mil votos pero en las siguientes, las de 1991, bajaron a cuarenta concejales y a tres mil votos, lo que les llevó a presentarse en las municipales de 1995 y de 1999 en candidaturas conjuntas con Esquerra Republicana de Catalunya e Iniciativa per Catalunya Verds, obteniendo unos cuarenta mil votos y aproximadamente los mismos concejales que en 1991.

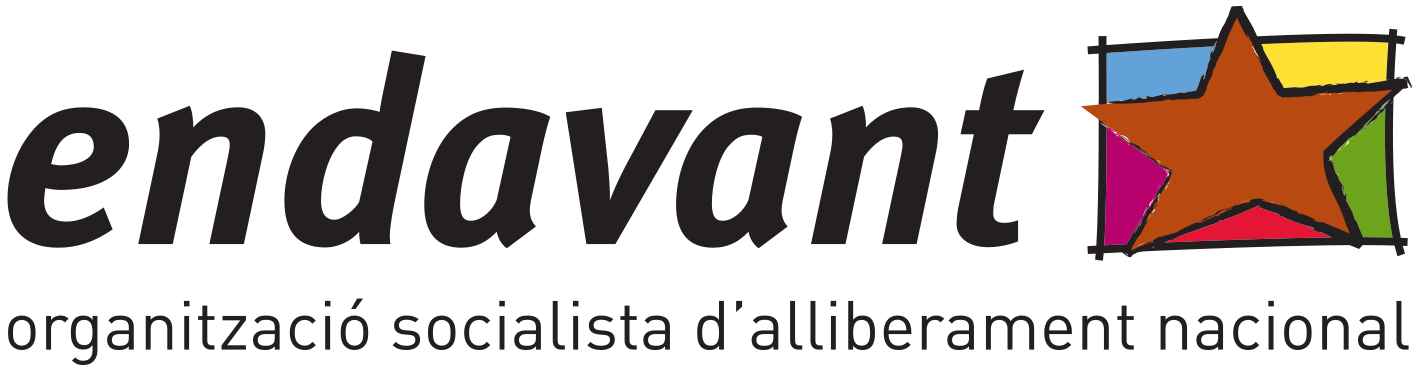
Logo de Endavant-OSAN.

Entre el año 2000 y el 2002 tuvo lugar el Proceso de Vinaroz, resultado del proceso de confluencia entre la PUA, ahora articulado con el nombre de Endavant-Organització Socialista d'Alliberament Nacional (Endavant-OSAN), y el Moviment de Defensa de la Terra (MDT) refundado como partido por antiguos miembros de IPC. Como resultado del procés de Vinaròs se acordó que la acción política se centraría en el ámbito local, renunciando las CUP a presentase a las elecciones al Parlamento de Cataluña. El órgano encargado de llevar adelante la propuesta fue la AMEI. Sin embargo en las elecciones municipales de 2003 los resultados no mejoraron (se obtuvieron unos cuarenta concejales y unos veinticinco mil votos en toda Cataluña), por lo que la AMEI dio paso a la Asamblea Nacional Extraordinaria de Candidatures d'Unitat Popular cuya primera reunión tuvo lugar en Martorell en 2006. Allí se decidió dotarla de unos estatutos y reforzar las funciones del secretariado nacional, aunque la naturaleza del proyecto no cambió pues la Asamblea siguió siendo una coordinadora de los núcleos locales. Dos años antes las CUP se habían presentado a las elecciones europeas de 2004 con un resultado desastroso, lo que les reafirmó en la idea de seguir circunscribiendo la actividad política al ámbito local.

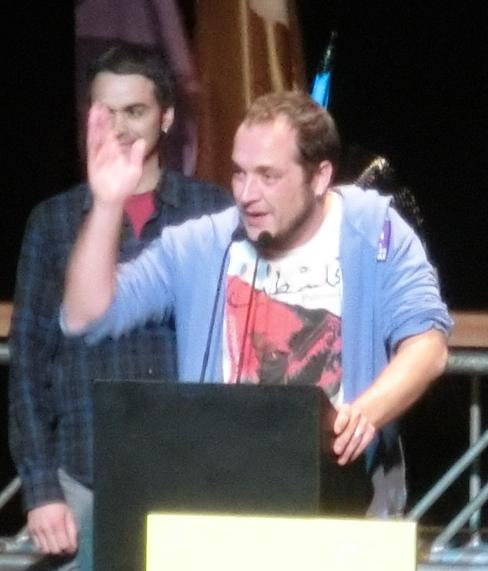
David Fernàndez, candidato de la CUP, durante el mitin de clausura para las elecciones al Parlamento de Cataluña de 2012.

En 2008 se celebró la Asamblea Extraordinaria en Manlleu y allí se dio el paso decisivo de convertir las CUP, en la CUP, es decir, el conjunto de organizaciones locales con una estructura entre ellas muy laxa pasaba a convertirse en un partido político. Se aprobaron unos nuevos estatutos en los que la CUP quedó estructurada en alrededor de cincuenta asambleas locales agrupadas en asambleas territoriales que eran las que elegían al "consejo político", el máximo órgano entre asambleas que debían celebrarse anualmente. El secretariado nacional, el máximo órgano ejecutivo, se renovaría cada tres años. Sin embargo, las organizaciones políticas y sociales que habían participado en las CUP desde el principio mantuvieron su identidad diferenciada —aunque sin representación en los órganos de dirección—, por lo que se creó un sistema de doble afiliación. Quedó confirmando así el carácter híbrido de la CUP, partido político y alianza política al mismo tiempo.
En la Asamblea Extraordinaria celebrada en Molins de Rey en octubre de 2012 se acordó la participación de la CUP en las elecciones al Parlamento de Cataluña que se iban a celebrar al mes siguiente. La candidatura se llamaría CUP-Esquerra Alternativa para conseguir también el apoyo de las diversas organizaciones políticas y sociales de la izquierda independentista catalana como Endavant-OSAN, el Moviment de Defensa de la Terra (MDT), la organización juvenil Arran o el Sindicat d'Estudiants del Països Catalans, entre otros. En la misma Asamblea se aprobaron las cuatro listas que se iban a presentar a las elecciones, así como los lemas de campaña: És l'hora del poble ('Es la hora del pueblo') y Ho volem tot ('Lo queremos todo'), en referencia este último a que no solo apostaban por la independencia sino por un cambio radical de las políticas «neoliberales» que había aplicado hasta entonces el govern de la Generalidad presidido por Artur Mas. El resultado fue un completo éxito pues consiguieron superar la barrera del 3 % de los votos (obtuvieron 126 000 votos) y los tres primeros candidatos de la lista por Barcelona resultaron elegidos (David Fernàndez, Georgina Rieradevall y Quim Arrufat). En la Asamblea de Olot de 2013 se acordó crear el Grupo de Acción Parlamentaria como órgano de coordinación y de supervisión de la actividad de los tres diputados del Parlament que pronto se convirtió en uno de los órganos clave del partido.

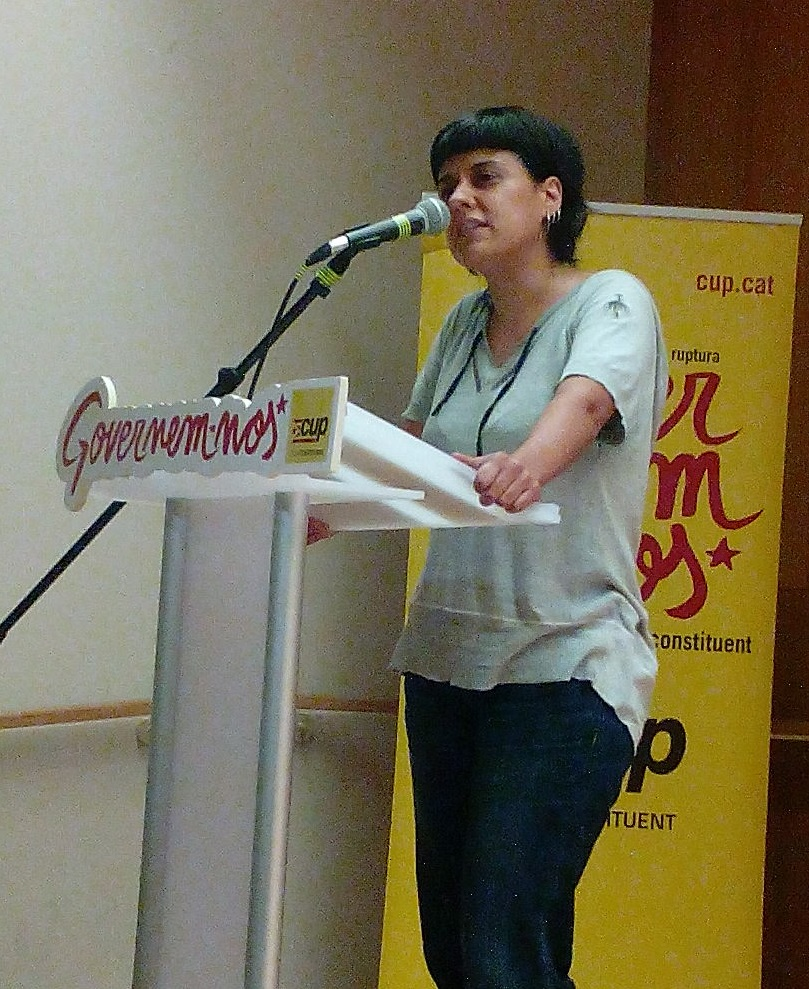
Anna Gabriel en un mitin de la campaña electoral de las elecciones al Parlamento de Cataluña de 2015.

En las elecciones al Parlamento de Cataluña de septiembre de 2015 la CUP volvió a presentarse en coalición con otras fuerzas independentistas y de la izquierda radical. La candidatura se llamó esta vez CUP-Crida Constituent ('CUP-Llamada Constituyente') y el lema de campaña fue Governem-nos ('Gobernémonos'). Como cabeza de lista por Barcelona fue elegido en unas primarias Antonio Baños, debido a que según los estatutos de la CUP los anteriores diputados no podían volver a presentarse. El resultado fue aún mejor que el de las elecciones de 2012 pues casi consiguieron triplicar el número de votos (obtuvieron 340 000, el 8,3 % de los votantes), lo que se tradujo en 10 diputados, por lo que pudo tener grupo parlamentario propio. La importancia de esos 10 diputados se puso de manifiesto enseguida cuando consiguieron que Artur Mas, candidato a la presidencia de la Generalidad por Junts pel Sí, renunciara a la investidura en enero de 2016 proponiendo en su lugar a Carles Puigdemont, aunque en el proceso Antonio Baños acabó renunciando a su acta de diputado siendo sustituido al frente del grupo parlamentario por Anna Gabriel. En la asamblea celebrada en Esparraguera en mayo de 2016 se hizo evidente la tensión existente entre Endavant-OSAN y Poble Lliure —organización heredera del Moviment de Defensa de la Terra— por determinar la línea política de la CUP, especialmente en cuanto a su relación con Junts pel Sí y con el govern de Puigdemont. En ese momento la CUP contaba con algo más de 2000 militantes, aunque en algunos momentos había permitido la votación en la asamblea de los miembros de las organizaciones políticas y sociales integradas en la CUP y de los simpatizantes registrados —unos 1900 entre los dos colectivos—.

## Secretariado Nacional
En noviembre de 2017 la dirección de la CUP dimitió para dar paso a la renovación. En febrero de 2018 se eligió a los 15 nuevos miembros del Secretariado Nacional. La lista más votada fue la encabezada por Eulàlia Reguant y Mireia Vehí de Endavant con el 56,35 % de los votos traducidos a 6 miembros, le siguió la lista encabezada por Albert Botran - cercana a Poble Lliure - con el 41,04 % de votos y 5 representantes. Las 4 plazas restantes son ocupadas por candidaturas invididuales: Mireia Boya, Lluc Salellas, Albert Serrats e Íñigo Robredo (375).
Los 11 miembros del actual Secretariado Nacional de la CUP son:
- Hugo Alvira
- Sylvia Barragan
- Albert Botran
- Jordi Escoda
- Joan Garriga
- Joan Miró
- Silvia Pagès
- Eulàlia Reguant
- Íñigo Robredo
- Albert Serrats
- Mireia Vehí

## Trayectoria electoral

### Elecciones municipales de 2003
En las elecciones de 2003 la CUP presentó doce listas en solitario y otras ocho integradas en diversas plataformas. La formación obtuvo representación con un concejal en Villafranca del Panadés, Valls y Viladamat; con dos en Torá y Sallent de Llobregat y con tres en Arbós. También obtuvo concejales dentro de plataformas en Sabadell, Salt, Masquefa, Palamós y Sardañola del Vallés.

### Elecciones municipales de 2007

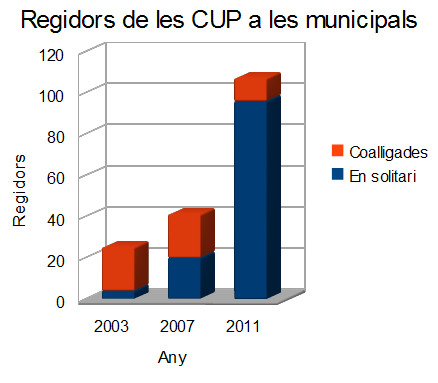
Gráfico que muestra (en catalán) la evolución del número de concejales (regidors) de las candidaturas de la CUP desde 2003.

En las elecciones de 2007, la CUP se presentó en solitario o integrada en plataformas y obtuvo representación en:
Arbucias (2), Arenys de Munt (1), Berga (2), Capellades (2) (donde se presentaban con el nombre de Vila de Capellades), Cardedeu (1), Manresa (1), Mataró (1) (la ciudad mayor en número de habitantes donde la CUP consiguió representación y donde tuvo más votos en valores absolutos: 2173), Molins de Rey (1), Montesquiu (1), Sallent de Llobregat (1), San Celoni (2), Valls (1), Vich (2), Viladamat (1), Villafranca del Panadés (2), Villanueva y Geltrú (1).
También se presentó en Badalona, Gerona, Granollers, Lérida, Pineda de Mar, San Cugat del Vallés, Tarrasa, Vilasar de Mar. En esta ocasión se presentó también en la Comunidad Valenciana, concretamente en la localidad de Barcheta.
Sumando todos los votos donde la CUP se presentó en solitario obtuvieron más de 20 000, y si se le suma en los casos donde se presentó integrada en amplias coaliciones, obtuvieron cerca de 35 000 votos.

### Elecciones municipales de 2011
La Asamblea Nacional de la CUP celebrada en Villanueva y Geltrú en enero de 2011 sirvió para aprobar el programa que todas las CUP redactaron para tener un programa de mínimos común de cara a las siguientes elecciones municipales del 2011 con la intención de presentar unas 80 candidaturas. En algunas de ellas se presentó en coalición con Des de Baix.
Estas elecciones supusieron un gran paso en la consolidación de la CUP, quintuplicando sus resultados. Consiguió tres regidores en Gerona, y fueron la lista más votada en Arenys de Munt, con cuatro regidores, Alfés (3) y Navás (4), y ha obtenido la mayoría absoluta en Viladamat (4). En estas elecciones, la CUP consiguió 4 alcaldías: Arenys de Munt, Navás, Viladamat y Celrá. La candidatura de la izquierda independentista también obtuvo representación con tres regidores en tres capitales de comarca: Villanueva y Geltrú, Valls y Berga. Destaca también el resultado de Molins de Rey, donde pasó de un único concejal en 2007 a cuatro; en Bañolas (2) y en Reus (1). En la Comunidad Valenciana se presentó en las localidades de Barcheta (9,28 %) y Benifairó de la Valldigna (8,04 %).

### Elecciones al Parlamento de Cataluña de 2012
En octubre de 2012 anunció que se presentaría a las elecciones al Parlamento de Cataluña por primera vez; contó con el apoyo de En Lucha, Corriente Roja, Lucha Internacionalista y Revolta Global. También contó con el apoyo del futbolista exbarcelonista Oleguer Presas, el actor Sergi López, el cantautor Cesk Freixas, el excantante del grupo punk Inadaptats, Àlex Vendrell, así como el de Arnaldo Otegi.
En las elecciones al Parlamento de Cataluña del 25 de noviembre de 2012 la CUP obtuvo 126 435 votos, que representaban el 3,47 % del total de votos válido. Con este resultado, la CUP obtenía 3 diputados autonómicos en su debut en un proceso electoral autonómico.

### Elecciones municipales de 2015

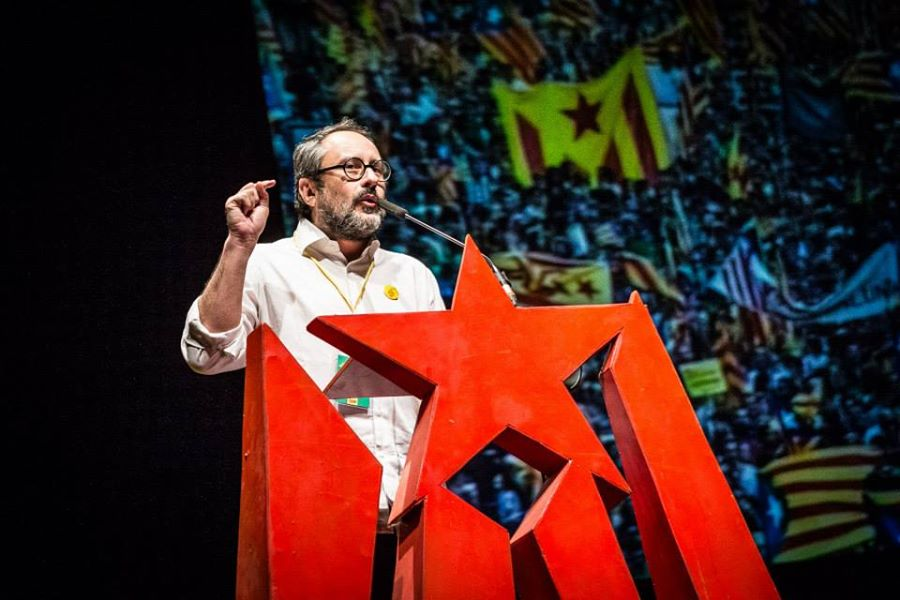
Antonio Baños, abril de 2015, en un mitin de las elecciones municipales del mes siguiente.

En las elecciones municipales del 24 de mayo de 2015 la CUP presentó 163 candidaturas, frente a las 72 con las que concurrió en 2011, lo que comportó un fuerte incremento de listas (más del doble) especialmente en las Tierras del Ebro y en el Pirineo, además de cuatro listas electorales (en 2011 presentó dos) en Burjasot, Almácera, Biar y Pedreguer; en la Comunidad Valenciana.

### Elecciones al Parlamento de Cataluña de 2015

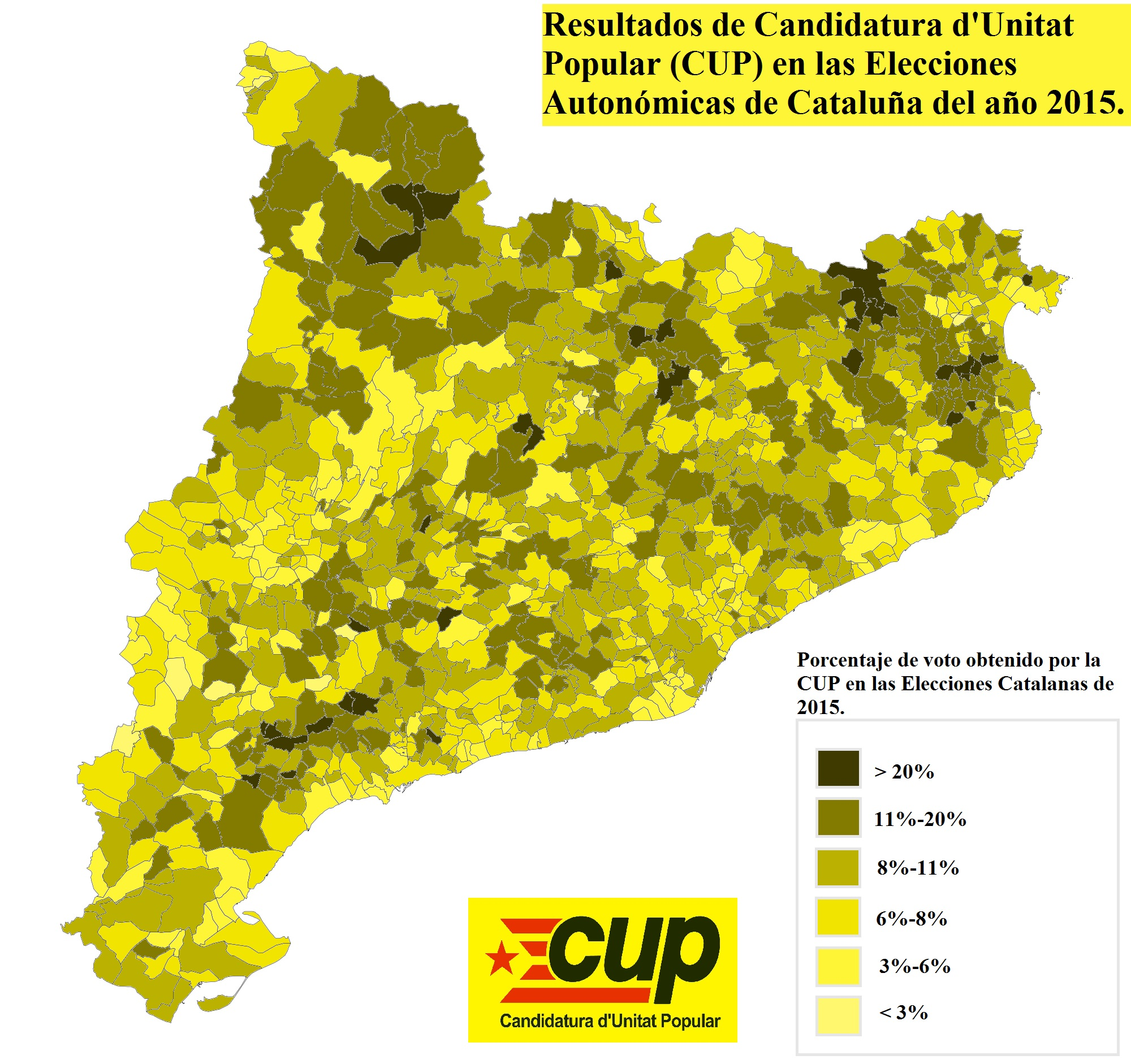
Porcentaje de votos a la CUP por municipios en las Elecciones Autonómicas de Cataluña del año 2015.

Para las elecciones al Parlamento de Cataluña de 2015 la CUP confluyó junto a otras organizaciones de izquierda en una candidatura llamada Candidatura de Unidad Popular-Llamada Constituyente (oficialmente, Candidatura d'Unitat Popular - Crida Constituent; CUP-CC). En dicha candidatura, que contó con el periodista Antonio Baños como cabeza de lista por Barcelona, participaron la propia CUP, Endavant, Poble Lliure y otras organizaciones de la izquierda independentista catalana. Además, también participaron otras organizaciones no independentistas como En Lucha, Corriente Roja o Lucha Internacionalista. Finalmente la CUP obtuvo 337 794, logrando 10 escaños en el Parlament, frente a los 126 435 votos que consiguió en 2012. Es junto con Junts pel Sí la única fuerza independentista con representación en el Parlament. 
La CUP consiguió ser la fuerza más votada en un único municipio, la Vilella Alta, en la Provincia de Tarragona, donde obtuvo un 48 % de los votos. Además, consiguió grandes resultados en municipios como Farrera (Lérida) con un 36 %, Viladamat (Gerona) con un 32 %, Soriguera (Lérida) con un 32 %, Sales de Llierca (Gerona) con un 30 % o Llusá (Barcelona) con un 29 % de los votos.

### Elecciones al Parlamento de Cataluña de 2017
Se presenta en candidaturas conjuntas con: Pirates de Catalunya. Esas elecciones fueron marcadas por el referéndum de independencia de Cataluña celebrado el 1 de octubre -no reconocido como legal- y la posterior aplicación del artículo 155 por parte del gobierno de Mariano Rajoy, destituyendo el gobierno catalán y disoliendo el Parlamento y convocando elecciones. En ese contexto,  la CUP pasa de 10 a 4 diputados.
Los siguientes partidos políticos u organizaciones no se presentan pero piden el voto para esta candidatura (algunos de sus miembros concurren dentro de esta candidatura como independientes): En Lucha, SEPC, Arran, LI, Endavant, COS.
Las candidaturas proclamadas por la CUP a las Elecciones al Parlamento de Cataluña de 2017 son:
| Circunscripción electoral              | Listas proclamadas |
| -------------------------------------- | --- |
| Circunscripción electoral de Barcelona | Lista1. Carles Riera Albert 2. Maria Sirvent Escrig 3. Vidal Aragonés Chicharro 4. Maria Ballester Jiménez 5. Jordi Isidro Salvia Cuadras 6. Isabel (Bel) Olid Baez 7. Ramon Vancells Casacuberta 8. Maria Rovira i Torrens 9. Arnau Comas i Miñarro 10. Núria Gibert Dasca 11. Isabel Benitez Romero 12. Maria Asunción Martínez Artero 13. Aitor Blanc Aranjuelo 14. Mariona Pascual Alfaras 15. Òscar Mendoza Gómez 16. Esther del Alcázar Fabregat 17. Pau Romero i Garcia 18. Gemma Boix i Pou 19. Enric Pineda i Traïd 20. Núria Araüna i Baró 21. Lluc Vinyes Peláez 22. Montserrat Castañe Roque 23. Eva Fernàndez Lamelas 24. Anna Coll Zabala 25. Otger Amatller Gutierrez 26. Susana Rofín Gimeno 27. Àlex Rosa i Gandia 28. Gemma Codina Serra 29. Marc Sellarès i Cots 30. Eva Pedraza Aguilera 31. Aritz Garcia Gómez 32. Meritxell Martínez Masoni 33. Roger Badosa Teba 34. Mireia Sánchez Pi 35. Pere Freixa Oliveras 36. Joana Pujol i Llop 37. Pere Gelabert Xirinachs 38. Maria Isabel (Mabel) Rodríguez Rivero 39. Pedro Mercadé Toro 40. Montserrat Mata Dumenjó 41. Josep (Pep) Riera Porta 42. Montserrat Recasens Bel 43. Genís Rovira Barat 44. Roser Veciana Olivé 45. Xavier Pellicer Pareja 46. Alba Vinyes i Cormina 47. Jordi Pujol Lizana 48. Jaume Casals Cio 49. Fabià Díaz Cortés 50. Neus Montaner Sánchez 51. Jordi Méndez Cordobés 52. Carla Dinarès Ayats 53. Josep (Pep) Tarradas Dulcet 54. Elena Crespi i Asensio 55. Belen Cañizar Bel 56. Elena Idoate Ibáñez 57. Joan López Fernàndez 58. Marta Cordomí Forns 59. Eudald Calvo i Català 60. Roser Valverde Lojo 61. Dídac Rimoldi Camí 62. Mireia Herrera Prats 63. Carlos Escolà Sànchez 64. Laia Santís Martí 65. Josep Maria Ballarín Cuadra 66. Immaculada Prat Costa 67. Pau Font Martínez 68. Núria Comerma Cortada 69. Íñigo Robredo Corta 70. Míriam Ferràndiz Saus 71. Oleguer Presas Renom 72. Montserrat Venturós Villalba 73. Joan Coma i Roura 74. Mireia Foradada Villar 75. Joan Garriga Quadres 76. Eulàlia Reguant i Cura 77. Xavier Safont-Tria Ramon 78. Mireia Vehí Cantenys 79. Julián de Jódar Muñoz 80. Maria Gabriela Serra Frediani 81. Albert Botran Pahissa 82. Isabel Vallet Sànchez 83. Joaquim (Quim) Arrufat Ibáñez 84. Anna Maria Gabriel Sabaté 85. David Fernández Ramos Suplentes: 1. Georgina Monge López 2. Alfredo Lafuente Marco 3. Clara Camps Calvet 4. Arnau Aymerich Casas 5. Eligio Medina Rivero 6. Clara Sànchez Mas 7. Arnau Galí Montiel 8. Elisabet Velo i Fabregat |
| Circunscripción electoral de Gerona    | Lista1. Natàlia Sànchez Dipp 2. Daniel Cornellà Detrell 3. Laia Pelàch i Saget 4. Ramon Casadevall Sala (Non) 5. Sylvia Dinorah Barragán Sacco 6. Ignasi Sabater Poch 7. Mireia Tresserres Fluvià 8. Joan Bou Geli 9. Àfrica Muntané Izquierdo 10. Albert Sunyer Castillo 11. Judit Costa Pagès 12. Carles Ventura Sánchez 13. Núria Palmada Garcia 14. Aniol Pujolràs Frigola 15. Roser Huete Calderón 16. Francesc Domingo Olivé 17. Immaculada Sau Giralt Suplentes: 1. Benet Salellas Vilar 2. Mercè Amich Vidal 3. Santiago Llagostera Güell 4. Elena Delgado Caparrós 5. Raül Massanella Quiles 6. Maria Roure Fabré 7. Ernest Morell i Torra 8. Maria Dolors Pons Sais 9. Sebastià Parra Nuño (Sebas) 10. Mar Masfarré Irazola |
| Circunscripción electoral de Lérida    | Lista1. Mireia Boya Busquet 2. Pau Juvillà Ballester 3. Jordi Vives Tolosa 4. Xènia Antona Vilarmau 5. Aida Sanuy Perpiñá 6. Mar Vicente Alegre 7. Rosa Peñafiel Cantano 8. Josep Maria Colea Garcia 9. Özgür Günes Öztürk Okumus 10. Jaume Solé Colom 11. Anna Maria Capdevila Rulló 12. Jordi Llauradó Senar 13. Susana Ariño Rosó 14. Àngel Ollé Pujols 15. Josep Antoni Vilalta Coletes Suplentes: 1. Carlos Gonzàlez Iglesias 2. Clàudia Camats Perera 3. Miquel Orobitg Cortada 4. Meritxell Gené Poca 5. Maria Huguet Recasens |
| Circunscripción electoral de Tarragona | Lista1. Xavier Milian Nebot 2. Josep Mañé Chaparro 3. Èrica Bel Queralt 4. Edgar Fernández Blázquez 5. Lurdes Quintero Gallego 6. Maria Mestre Montserrat 7. Xavier Rodríguez Serrano 8. Montse Sans Pros 9. Gerard Nogués Balsells 10. Núria Rodríguez Serrano 11. Roger Sosa Vallverdú 12. Roser Vernet Anguera 13. Jaime Rodríguez Calero 14. Lola Santacatalina Ubiedo 15. Oriol Olivé Barberà 16. Júlia Granell Barberà 17. Ruth Sunyol González 18. Sergi Saladié Gil Suplentes: 1. Genís Vives Cantero 2. Joan Pons Solé 3. Dayana Santiago Callau 4. Benjamí Nadal Abella 5. Helena Barceló Parellada 6. Rubén Suan Vives 7. Selene Alberich Bosch 8. Francesc Fortuño Bonet 9. Eva Amposta Serres 10. David Vidal Caballé |

### Elecciones generales de noviembre de 2019

Porcentaje de votos a la CUP por municipios en las Elecciones Autonómicas de Cataluña del año 2021.

En las elecciones generales de abril de 2019 Poble Lliure, una organización de la órbita de la CUP, decidió presentarse a las elecciones impulsando la candidatura Front Republicà, contra la decisión de la CUP de no presentarse. Al cabo de unos meses, se convocó la repetición de las elecciones y el 28 de septiembre de 2019 el consejo político de la CUP decidió presentarse a las elecciones generales de noviembre, siendo ésta la primera vez que el partido participa en unas, apelando al "momento de excepcionalidad política" presente en Cataluña. En esas elecciones, la CUP consiguió 2 diputados en el Congreso.

### Elecciones al Parlamento de Cataluña de 2021
En las elecciones al Parlamento de Cataluña de 2021, la CUP se presentó en coalición con el grupo de activistas municipalistas conocido como Guanyem Catalunya, después que las negociaciones con el partido de los Comunistes de Catalunya y el grupo Anticapitalistas se rompieran. La candidatura CUP-Guanyem fue encabezada por la exalcaldesa de Badalona, Dolors Sabater, miembro de Guanyem. La CUP, con el apoyo de Guanyem, consiguió 9 diputados en esos comicios, superando ampliamente los 4 conseguidos en las elecciones de diciembre de 2017.

Logo utilizado en las elecciones de 2024.

### Elecciones al Parlamento de Cataluña de 2024
En las Elecciones al Parlamento de Cataluña de 2024, la CUP se presenta en coalición electoral con Capgirem bajo la denominación Candidatura d'Unitat Popular - Defensem la Terra.

## Resultados electorales

### Parlamento de Cataluña
| Año  | Votos   | %    | +/- pp | Escaños | +/- | Posición | Gobierno  | Candidato       |
| ---- | ------- | ---- | ------ | ------- | --- | -------- | --------- | --------------- |
| 2012 | 126 435 | 3,48 | Nuevo  | 3/135   | 3   | #7       | Oposición | David Fernàndez |
| 2015 | 337 794 | 8,21 | 4,73   | 10/135  | 7   | #6       | —         | Antonio Baños   |
| 2017 | 195 246 | 4,45 | 3,76   | 4/135   | 6   | #6       | —         | Carles Riera    |
| 2021 | 189 087 | 6,67 | 2,22   | 9/135   | 5   | #5       | —         | Dolors Sabater  |
| 2024 | 127 850 | 4,09 | 2,58   | 4/135   | 5   | #7       | Oposición | Laia Estrada    |

### Elecciones generales
| Año       | Votos   | %                                   | +/- pp | Escaños                        | +/- | Posición | Gobierno  | Candidato     |
| --------- | ------- | ----------------------------------- | ------ | ------------------------------ | --- | -------- | --------- | ------------- |
| 2019 (II) | 244 754 | 1,01 Respecto a Cataluña: 6,37 (#6) | Nuevo  | 2/350 Respecto a Cataluña:2/48 | 2   | #12      | Oposición | Mireia Vehí   |
| 2023      | 98 794  | 0,41 Respecto a Cataluña: 2,83 (#7) | 3,55   | 0/350 Respecto a Cataluña:0/48 | 2   | #13      | —         | Albert Botran |